# Елизабет Герьо
Елизабет Герьо (на немски: Elisabeth Gerö, по баща Хайман) е германски психоаналитик.

## Биография
Елизабет (Лило) Хайман е родена през 1903 година в Германия в семейството на акушер. Започва да учи през 1919 в Хайделберг. След година се връща в Берлин и започва да учи за социален работник. Омъжва се за студента на Вилхелм Райх, Дьорди Герьо (1901 – 1993), но сватбата се проваля. Започва обучителна анализа с Франсис Дери малко преди 1933 г. и когато нацистите идват на власт, емигрира в Прага, където помага за основаването на Пражката психоаналитична асоциация. Мъжът ѝ заедно с Вилхелм Райх и Ото Фенихел заминава за Осло.
След като се връща Фенихел, тя преминава обучителна анализа с него и супервайзерска анализа с Ани Райх. Учи психоанализа при Хайнрих и Йела Льовенфелд. По времето на възхода на нацизма спасява Едит Якобсон. Когато германците нахлуват в Чехословакия Герьо напуска страната за Лондон и продължава да учи под ръководството на Ана Фройд и става член на Британското психоаналитично общество. През 1945 г. се озовава в Ню Йорк, където си отваря частна практика като психоаналитик.
Умира на 15 февруари 2009 година в Ню Йорк на 106-годишна възраст.